# Adolf von Donndorf

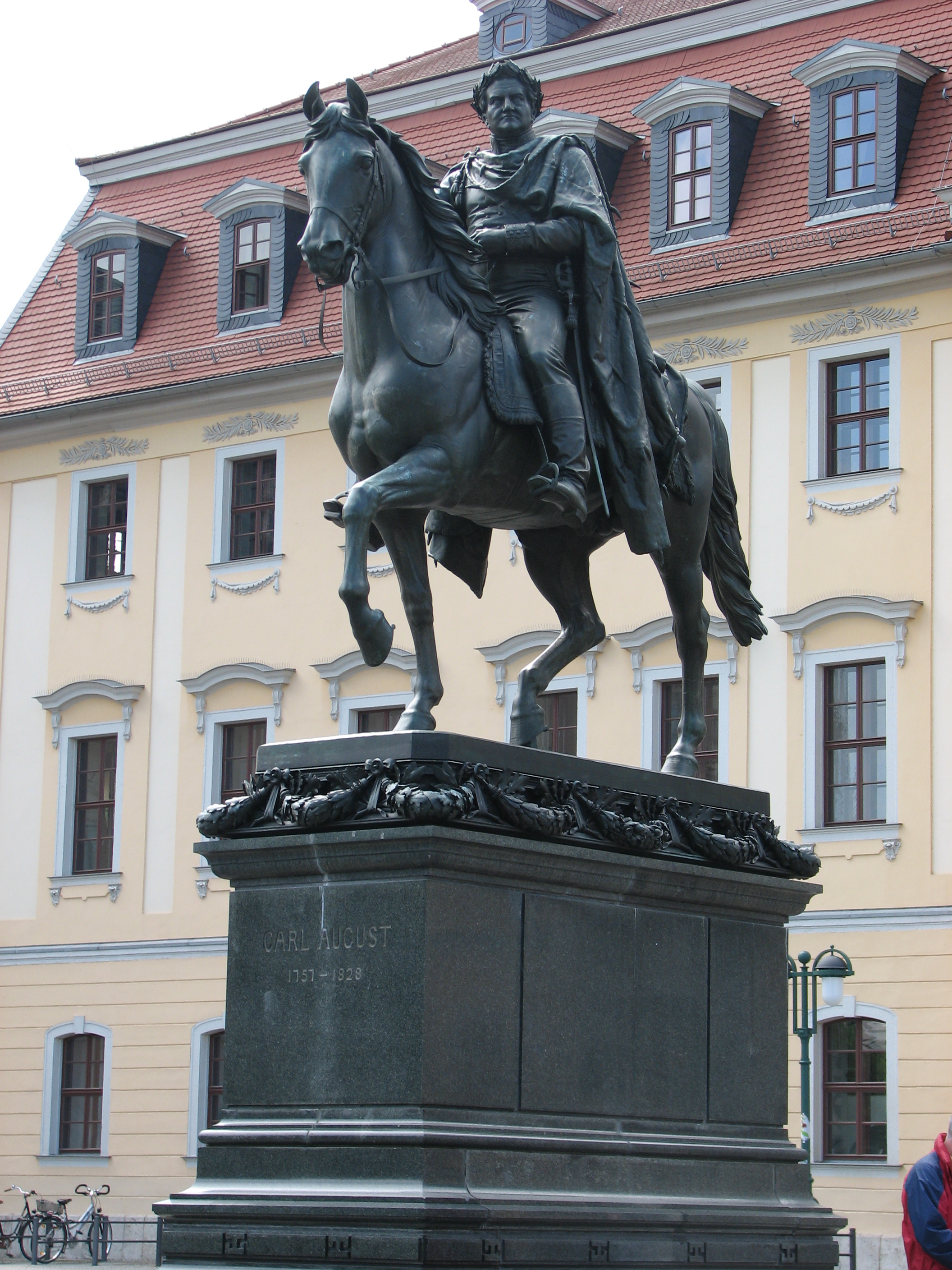
Statuia ecvestră a lui Karl August, Mare Duce de Saxe-Weimar-Eisenach, Weimar, 1867-1875

Adolf von Donndorf (n. 16 februarie 1835, Weimar – d. 20 decembrie 1916, Stuttgart) a fost un sculptor german.

## Viață
Adolf Donndorf s-a născut la Weimar. Începând din 1853 a fost studentul lui Ernst Rietschel la Dresda. După moartea lui Rietschel în 1861, el și Gustav Adolph Kietz au finalizat execuția monumentului lui Luther din Worms. Donndorf a realizat mai multe statui inclusiv cele ale lui Johann Reuchlin și Frederic al III-lea al Saxoniei, așezând figurile lui Savonarola, Peter Waldo și o alegorie a orașului Magdeburg în relief. Talentul său de sculptor a fost recunoscut la 12 noiembrie 1864 când a fost numit membru de onoare al Academia de Artă din Dresda și în 1876 a fost numit profesor de sculptură la Academia de Artă din Stuttgart.
Adolf von Donndorf a fost cetățean de onoare al orașelor Weimar și Stuttgart și a fost înnobilat în 1910, permițându-i-se să adauge particula "von" la numele său. Un muzeu creat în onoarea sa în 1907 de către Primăria orașului Weimar a fost distrus la sfârșitul celui de-al Doilea Război Mondial.
Fiul său, Karl August Donndorf (1870–1941), a fost și el sculptor și unul dintre studenții tatălui său.
Adolf von Donndorf a murit la Stuttgart.

## Lucrări
- Statuia ecvestră a lui Karl August, Mare Duce de Saxe-Weimar-Eisenach din Weimar, 1867–1875
- Monumentul lui Luther din Nikolaiplatz in Eisenach, 1889-1895. Împreună cu figurile însoțitoare ale lui Savonarola, Mourning Magdeburg, Frederic al III-lea al Saxoniei, Peter Waldo și Reuchlin
- Îngerul Învierii la Castelul Rheineck, 1877
- Bustul de bronz al lui Ferdinand Freiligrath, pentru monumentul său funerar din cimitirul Uff din Bad Cannstatt (Stuttgart), 1877–1879
- Statuia lui Peter von Cornelius din Düsseldorf, ridicată și dezvelită în 1879
- Monumentul funerar de marmură al lui Robert Schumann din Cimitirul Vechi al orașului Bonn, 1880
- Monumentul familiei Kesstner, Dresda
- Grupul statuar al mamei și celor doi copii:
  - Fântâna din Union Square, cunoscută și ca Fântâna lui James,[6] Union Square, New York City, 1881.[7] O femeie în picioare reprezentând Mila și Răbdarea ține un copil cu o mână, în timp ce cu cealaltă mână varsă un vas, ajutată de un băiețel.
  - Fântâna dragostei materne, Zwittau, 1892
  - Fântâna lui Donndorf, Weimar, 1895
  - Fântâna Paulinei, Stuttgart, 1898 (distrusă în Primul Război Mondial, refăcută în 2008)
- Statuia lui Johann Sebastian Bach din Eisenach, amplasată inițial (1884) în piața din fața Bisericii Sf. Gheorghe (Georgenkirche), iar din 1938 în piața adiacentă casei memoriale Johann Sebastian Bach
- Monumentul memorial al Burschenschaft din Jena, 1877–1883
- Busturile lui Moltke și Bismarck de la Alte Nationalgalerie, Berlin, 1889
- Statuia ecvestră a împăratului Wilhelm I și statuile însoțitorilor săi, de la Memorialul împăratului Wilhelm I de la Hohensyburg din Dortmund, 1897–1902
- Monumentul lui Friedrich Schiller din fața Württembergischen Staatstheater din Stuttgart, 1913
- Bustul lui Otto von Bismarck din Piața Bismarck din Heidelberg
- Monumentul prințului Karl Anton de Hohenzollern-Sigmaringen din Sigmaringen, 1890
- Monumentul lui Goethe din Karlsbad, 1883
- Statuia lui Luther din fața Frauenkirche din Dresda, 1885
- Monumentul lui Georg Daniel Teutsch din Sibiu, 1899

## Imagini

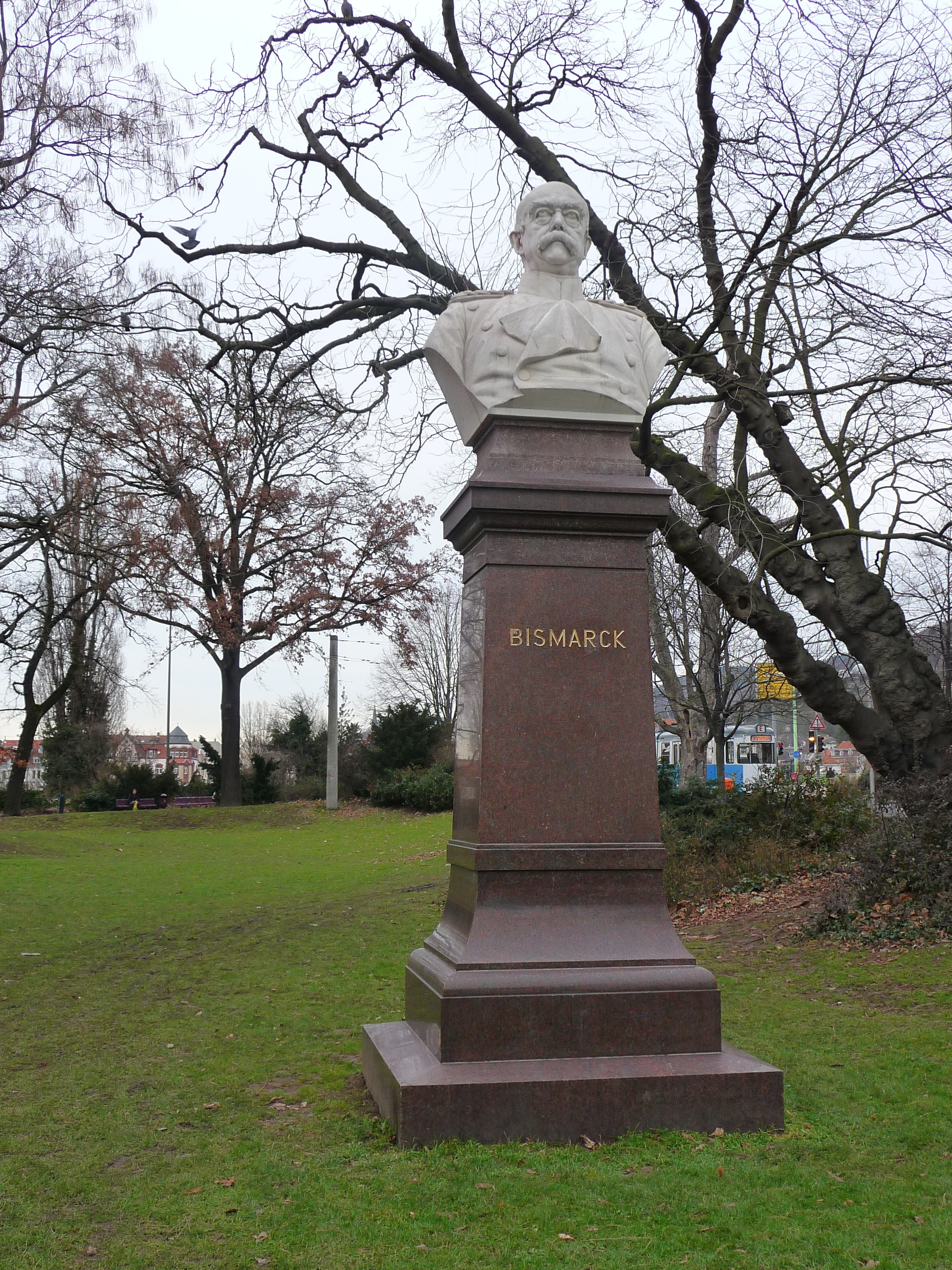
Bustul lui Bismarck din Heidelberg
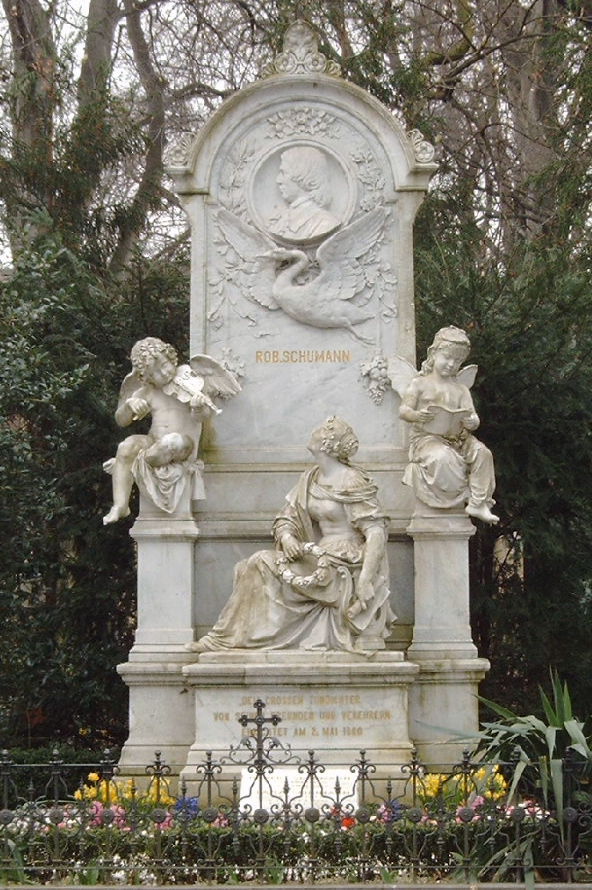
Monumentul funerar al lui Robert și Clara Schumann în cimitirul vechi din Bonn
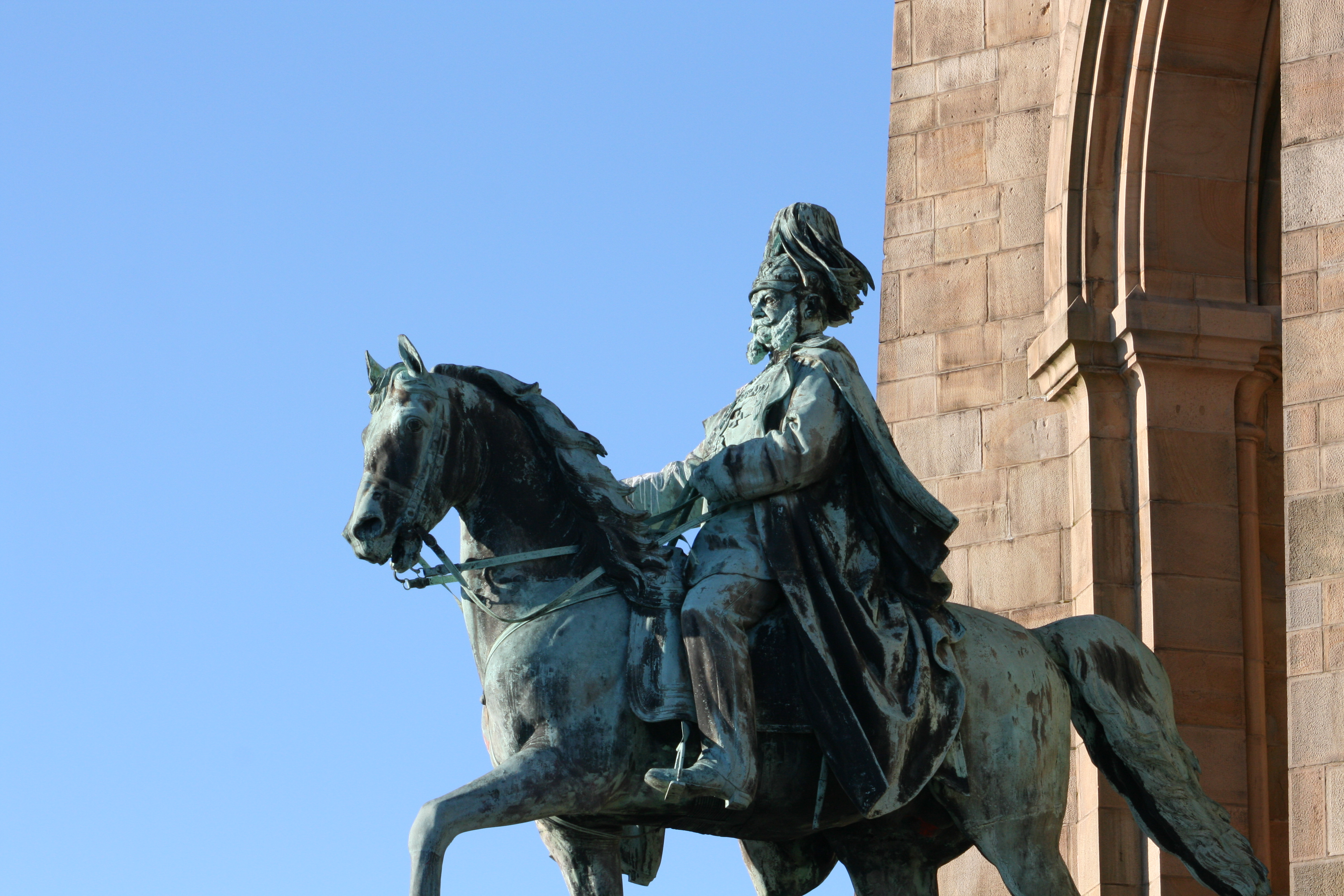
Statuia ecvestră a lui Wilhelm I la Hohensyburg (Dortmund)
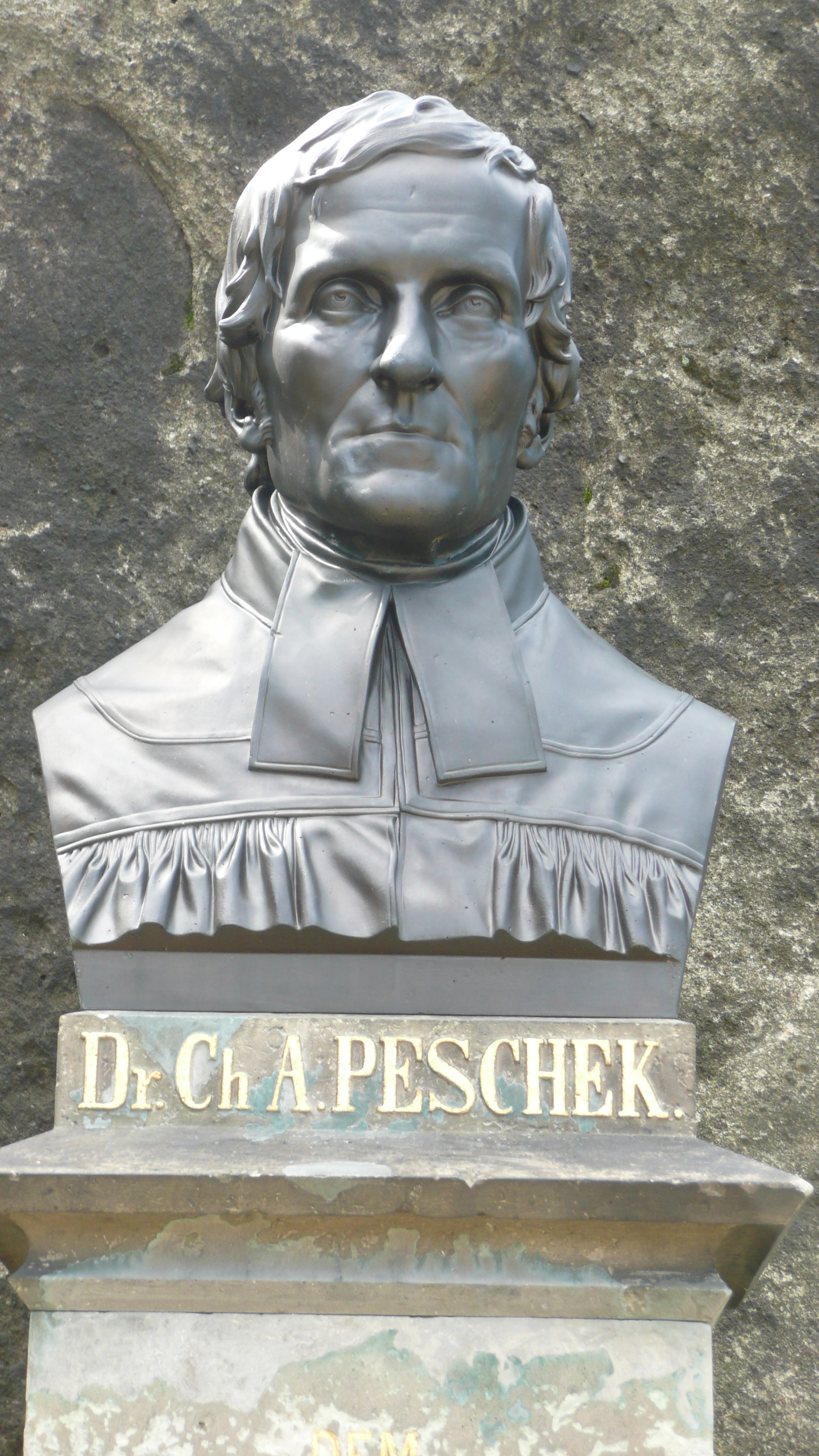
Bustul lui Christian Adolf Peschek (1861)
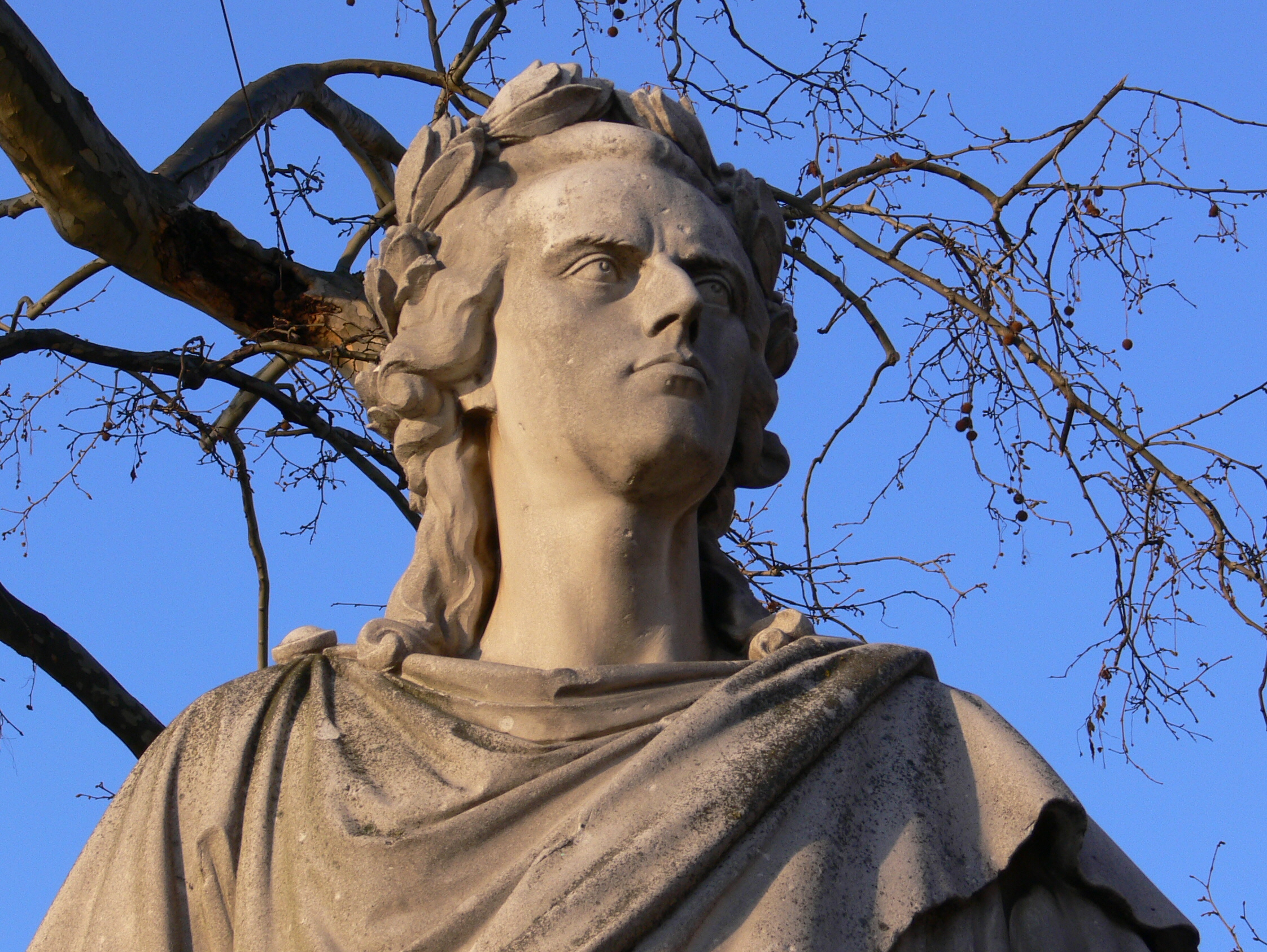
Detaliu al statuii lui Schiller din fața Teatrului de Stat din Stuttgart
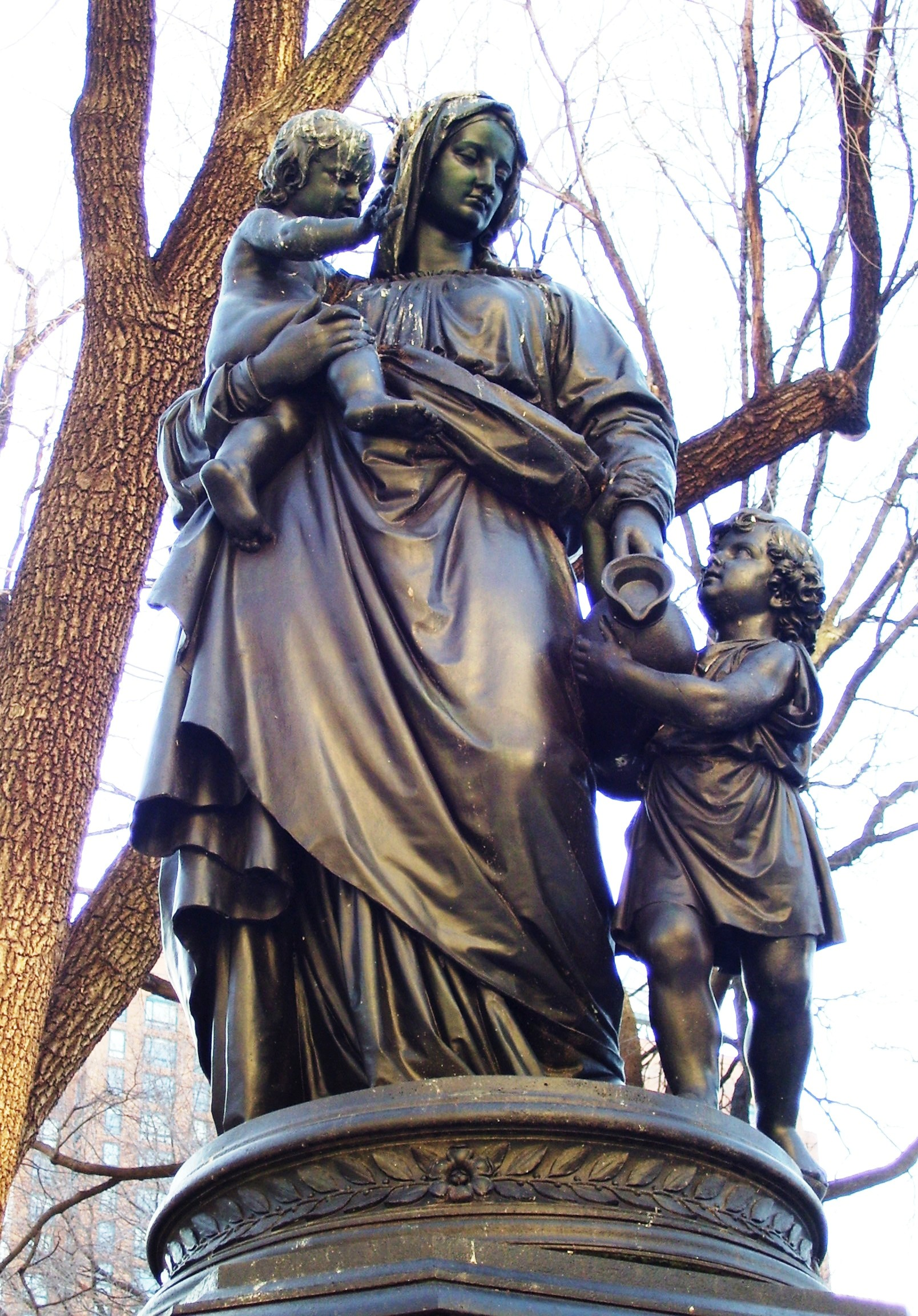
Detaliu al Fântânii lui James în Union Square (New York City)
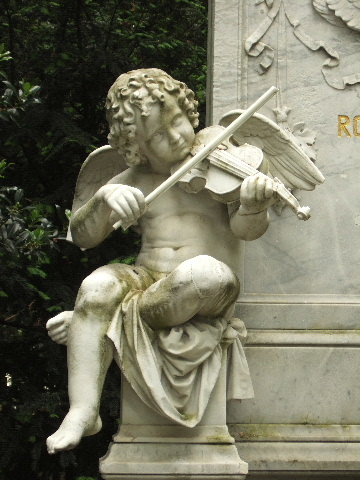
Îngeraș cântând la vioară, detaliu al monumentului funerar al lui Schumann în cimitirul vechi din Bonn
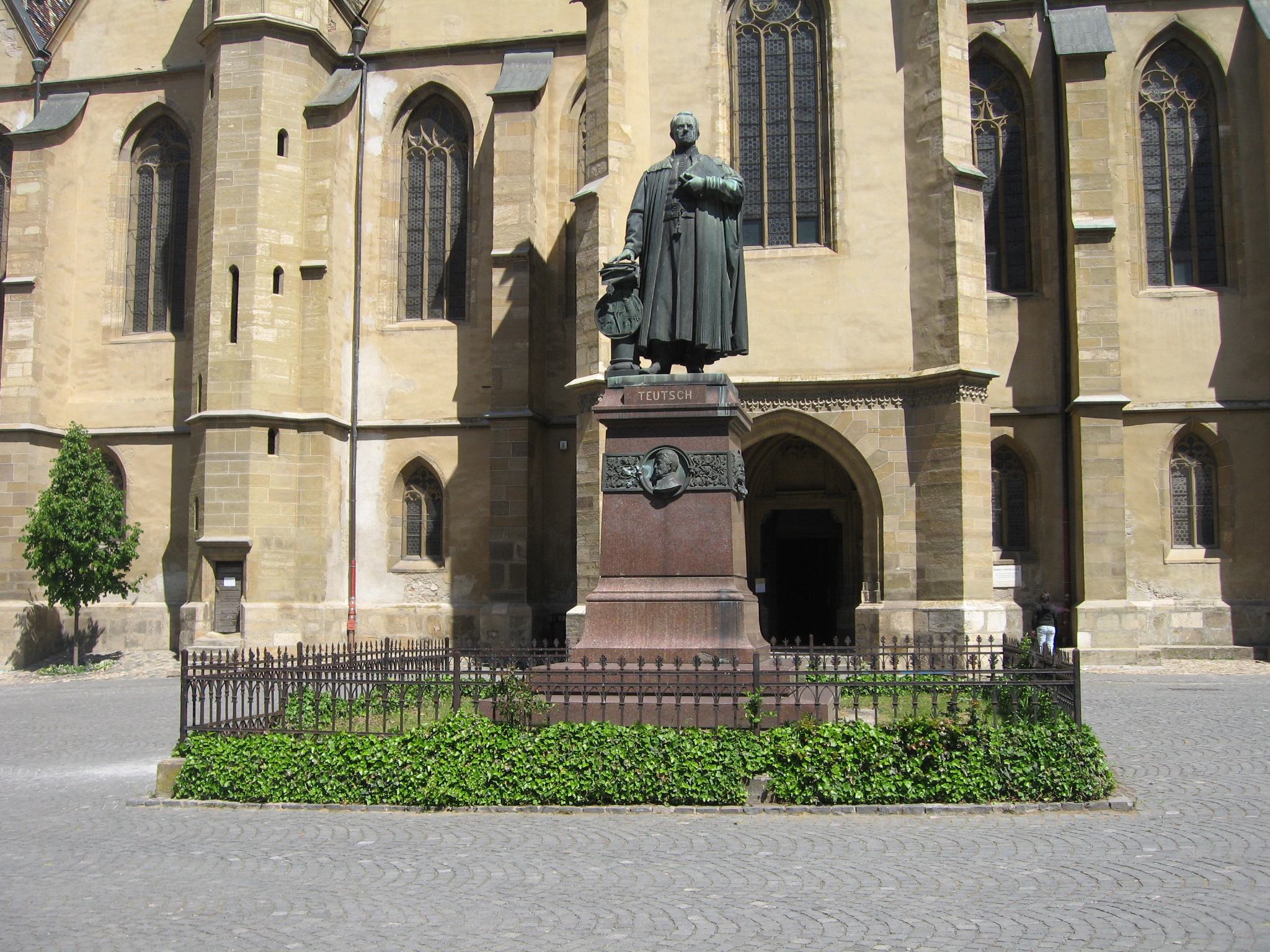
Monumentul lui Georg Daniel Teutsch din Sibiu (1899)